# Tol-Ava Patera
La Tol-Ava Patera è una struttura geologica della superficie di Io.